# Stojčín
Stojčín (deutsch Stojtschin) ist eine Gemeinde in Tschechien. Sie liegt je drei Kilometer südwestlich von Počátky bzw. südöstlich von Žirovnice und gehört zum Okres Pelhřimov.

## Geographie
Stojčín befindet sich im Süden der Böhmisch-Mährischen Höhe nördlich der Javořická vrchovina in einer Hügel- und Teichlandschaft. Nördlich des Dorfes mündet der Bach Popruský potok in den Počátecký potok. Im Nordosten erhebt sich der Hügel Na Vršku (661 m) und im Süden der Vršky (640 m). Durch Stojčín führt die Eisenbahnstrecke von Jindřichův Hradec nach Jihlava, die im Ort befindliche Bahnstation trägt den Namen Počátky-Žirovnice. 700 Meter östlich und einen Kilometer südlich von Stojčín verlief die historische Landesgrenze Böhmens zu Mähren.
Nachbarorte sind Cholunná im Norden, Počátky und Vesce im Nordosten, Horní Vilímeč und Býkovec im Osten, Prostý im Südosten, Horní Olešná und Dobrá Voda im Süden, Popelín im Südwesten, Vlčetín und Šejb im Westen sowie Žirovnice im Nordwesten.

## Geschichte
Der Ort entstand wahrscheinlich in der zweiten Hälfte des 13. Jahrhunderts im Grenzwald Borek an der Grenze zu Mähren. Die erste schriftliche Erwähnung von Stojatín erfolgte im Jahre 1365. Später wurde das Dorf als Stojetín und Stolčín bezeichnet. Bis 1848 war der Ort der Herrschaft Žirovnice untertänig.
Nach der Aufhebung der Patrimonialherrschaften bildete Stolčín ab 1850 einen Ortsteil der Gemeinde Vlčetín in der Bezirkshauptmannschaft Pelhřimov. Zu dieser Zeit wurden auf Grund der Ziegeltonlagerstätten in der Umgebung des Dorfes Ziegeleien betrieben.
Im Jahre 1887 entstand die Eisenbahnstrecke von Veselí nad Lužnicí nach Iglau. In Stolčín wurde eine Bahnstation errichtet, die auch die beiden Städte Serowitz und Potschatek bediente. Ab 1890 war Stolčín eine eigenständige Gemeinde, die 1897 dem Bezirk Kamenitz zugeordnet wurde. Seit 1921 trägt der Ort den amtlichen Namen Stojčín. Nach der Aufhebung des Okres Kamenice nad Lipou wurde Stojčín 1961 dem Okres Pelhřimov zugeordnet und zugleich nach Počátky eingemeindet. Mit der Elektrifizierung der Eisenbahnstrecke endete 1979 der Dampflokomotivverkehr. In den 1990er Jahren wurde der Betrieb der Ziegelei und des Plattenwerkes eingestellt. Seit 1992 besteht die Gemeinde Stojčín wieder.

## Gemeindegliederung
Für die Gemeinde Stojčín sind keine Ortsteile ausgewiesen.

## Sehenswürdigkeiten
- Bahnstation Počátky–Žirovnice, erbaut 1887
- Naturdenkmal Balkovo peklo, nördlich des Dorfes